# Terremotos intraplaca
Un terremoto intraplaca es un terremoto que ocurre dentro de una placa tectónica, mientras que los terremotos interplaca ocurren en los límites de dos placas tectónicas.
Los terremotos intraplaca son muy raros; los interplaca son los más comunes. Sin embargo, los terremotos intraplaca de grandes magnitudes pueden generar graves daños, sobre todo porque esas zonas no están acostumbradas a los terremotos y los edificios no suelen estar adaptados sísmicamente. Ejemplos notables de terremotos intraplaca con grandes daños son el terremoto de Guyarat de 2001, los terremotos de 1811-1812 en Nueva Madrid, y Misuri, el terremoto de Chillán de 1939 en Chile, el terremoto de Nicaragua de abril de 2014, el terremoto de 1886 en Charleston, Carolina del Sur, el terremoto de Veracruz de 1973,  el terremoto de Puebla de septiembre de 2017 en México y el terremoto de Coquimbo de 2019 en Chile.

## Zona de fallas dentro de las placas tectónicas
De acuerdo con la teoría de la tectónica de placas, la superficie de la Tierra está formada por siete placas tectónicas primarias y ocho placas secundarias, además de docenas microplacas terciarias. Estas placas se mueven muy lentamente, debido a las corrientes de convección dentro del manto debajo de la corteza terrestre. Debido a que no todas se mueven en la misma dirección, las placas a menudo colisionan directamente o se mueven lateralmente a lo largo de unas a otras, un ambiente tectónico que genera terremotos frecuentes. Son relativamente pocos los terremotos que ocurren en ambientes intraplaca, la mayoría ocurren en las fallas cerca de los márgenes de las placas. Por definición, los terremotos intraplaca no se producen cerca de los límites de placas, sino a lo largo de fallas al interior relativamente estable de las placas. Estos terremotos ocurren a menudo en la ubicación de antiguas fisuras fallidas, ya que tales estructuras pueden presentar una debilidad en la corteza donde fácilmente puede deslizarse para acomodar la tensión tectónica regional.
Comparados con los terremotos cercanos a los límites de las placas, los terremotos intraplaca no son comprendidos del todo y los peligros asociados a ellos pueden ser difíciles de cuantificar.

## Ejemplos
Algunos ejemplos de terremotos intraplaca incluyen los de Mineral, Virginia en 2011 (magnitud estimada de 5,8), Condado de Nueva Madrid en 1811 y 1812 (magnitud estimada de hasta 8,1), el terremoto de Boston (Cabo Ann) de 1755 (magnitud estimada de 6,0 a 6,3), los terremotos que se sintieron en la ciudad de Nueva York en 1737 y 1884 (ambos terremotos estimados en una magnitud de aproximadamente de 5,5), y el terremoto de Charleston en Carolina del Sur en 1886 (magnitud estimada de 6,5 a 7,3). El terremoto de Charleston fue particularmente sorprendente porque, a diferencia de Boston y Nueva York, el área casi no tenía antecedentes de terremotos menores.
En 1973 el terremoto de Veracruz de 1973 con magnitud de 7.3 trepidatorio y oscilatorio con epicentro en Ciudad Serdán una ciudad acostumbrada a sismos de la costa  pero nunca epicentro de uno ocasionando fuertes daños en el lugar al no estar tan acostumbrada a ser epicentro de un sismo de tal magnitud junto con las ciudades de Orizaba con daños en muchas casas e Iglesias, Tehuacán con daños en casas y edificios, Tlacotepec de Benito Juárez con daños en la iglesia principal y casas 
En 2001, un fuerte terremoto intraplaca devastó la región de Guyarat, India. El terremoto ocurrió lejos de cualquier límite de placas, lo que significaba que la región por encima del epicentro no estaba preparada para los terremotos. En particular, el Distrito de Kutch sufrió un daño devastador, donde el número total de muertos fue superior a 20.000.
En Chile, el Terremoto de Chillán de 1939, con una intensidad de 7,8 Mw ha sido el sismo más mortífero en la historia del país, con una cifra estimada de más de 30.000 víctimas fatales (aunque las cifras oficiales hablan de 5648 muertos). Este desastre llevó a la creación de la Corporación de Fomento de la Producción, además de una completa actualización de las normas de construcción, la cual evitó mayores tragedias en años posteriores.
El terremoto de 1888 en Río de la Plata, Argentina, fue también un terremoto intraplaca.
El sismo ocurrido en la zona central de México, conocida como valle de México, el 19 de septiembre de 2017 mientras se conmemoraba el 32 aniversario del terremoto de 1985. El sismo tuvo una magnitud de 7,1 Mw, con epicentro entre los estados de Puebla y Morelos, a solo 120 km de distancia de la Ciudad de México, factor que fue importante para la destrucción causada en la ciudad, así como en el Estado de México, Morelos, Puebla y Guerrero (mismo que aunque fue de menor intensidad, la cercanía con el epicentro del mismo causó que las ondas de choque fueran amplificadas de manera más profunda debido al subsuelo lacustre sobreexplotado), mientras que el terremoto que lo antecedió apenas una semana antes, no provocó daños mayores pero sí debilitó en la ciudad estructuras, lo que causó una cadena de desastres.

## Causas
Muchas ciudades viven con el riesgo sísmico de un terremoto intraplaca raro y amplio. La causa de estos terremotos es a menudo incierta. En muchos casos, la falla que los causa está enterrada profundamente, y en ocasiones ni siquiera puede ser localizada. Bajo estas circunstancias es difícil calcular el peligro sísmico exacto para una ciudad específica, especialmente si solo ha habido un terremoto en los registros históricos. Se están logrando algunos progresos en la comprensión de la mecánica de fallas que ocasionan estos terremotos.

## Predicción
Científicos continúan en la búsqueda de las causas de estos terremotos, especialmente para indicaciones sobre la frecuencia con que se repiten. El mayor éxito se ha logrado con el monitoreo microsísmico detallado, que involucra densas matrices de sismógrafos. De esta manera, muchos sismos menores asociados con una falla causante pueden ser ubicados con gran precisión, y en muchos casos estos se alinean en patrones consistentes con las fallas. Los sismos de hielo a veces pueden ser confundidos con terremotos intraplaca.